# Blandy (Essonne)
Blandy ist eine französische Gemeinde mit 115 Einwohnern (Stand: 1. Januar 2022) im Département Essonne in der Region Île-de-France; sie gehört zum Arrondissement Étampes und zum Kanton Étampes. Die Einwohner werden Blandois genannt.

## Geographie
Blandy liegt etwa 60 Kilometer südlich von Paris am Fluss Éclimont. Umgeben wird Blandy von den Nachbargemeinden Mespuits im Norden, Brouy im Osten, Le Malesherbois im Südosten, Audeville im Süden, Sermaises im Südwesten, Rouvres-Saint-Jean im Westen sowie Roinvilliers im Nordwesten.

## Bevölkerungsentwicklung
| Jahr                       | 1962 | 1968 | 1975 | 1982 | 1990 | 1999 | 2006 | 2019 |
| Einwohner                  | 152  | 136  | 117  | 108  | 104  | 104  | 125  | 117  |
| Quellen: Cassini und INSEE |      |      |      |      |      |      |      |      |

## Sehenswürdigkeiten
- Kirche Saint-Maurice aus dem 13. Jahrhundert, seit 1926 Monument historique

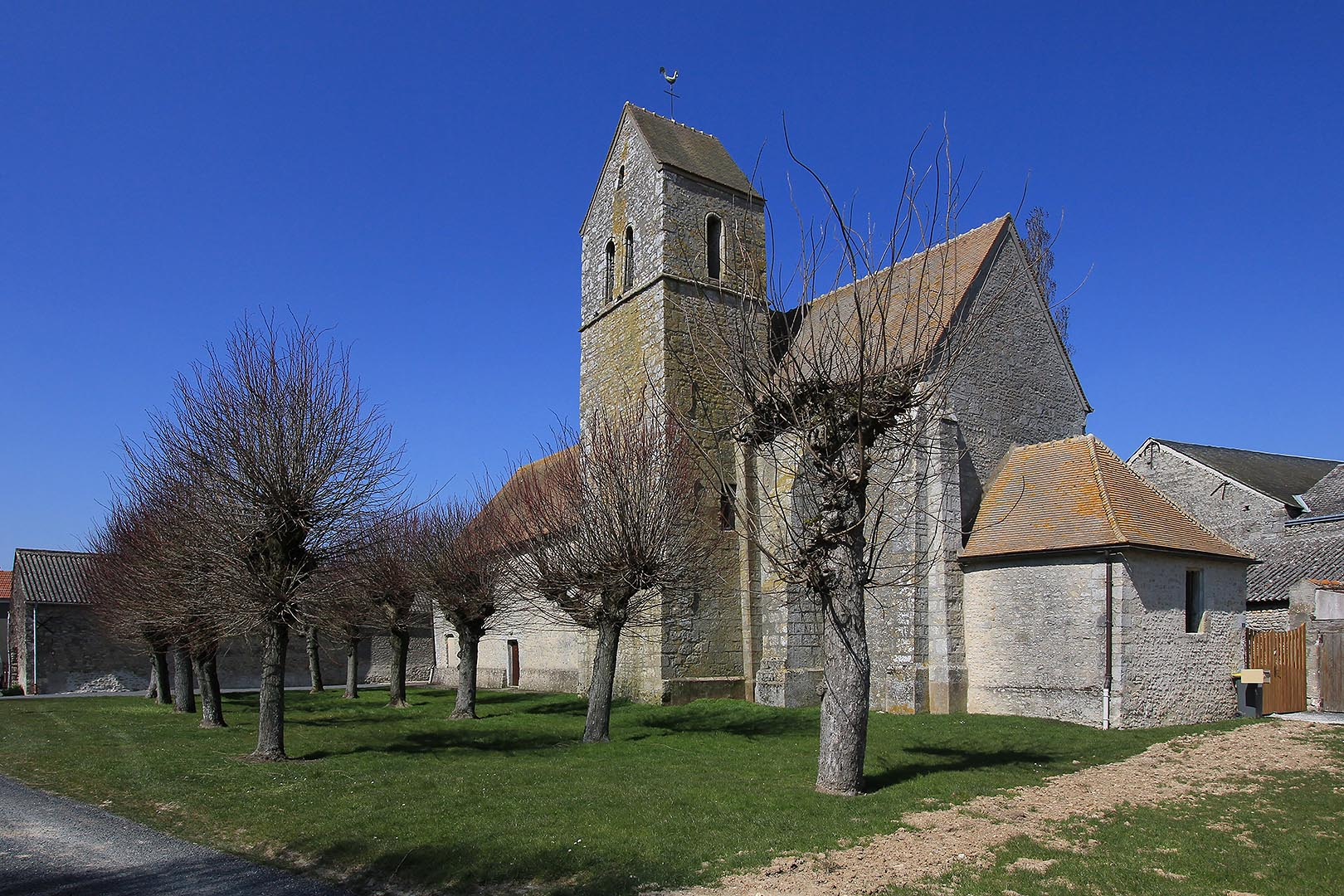
Kirche Saint-Maurice